# Яремна ямка

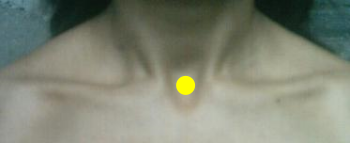
Яремна ямка (позначена жовтою крапкою)

Яремна ямка (лат. incisura jugularis sternalis, fossa jugularis sterni, англ. suprasternal notch) — це надгрудинна впадина, також відома як яремна виїмка або щілина Плендерна , вона є великим видимим заглибленням внизу шиї, між ключицями та над ручкою грудини .

## Структура
Яремна ямка — це видима западина внизу шиєї, між ключицями та над ручкою грудини . Вона розташована на рівні хребців Т2 і Т3 . Трахея лежить позаду неї, піднімаючись приблизно на 5 см над нею у дорослих .

## Клінічне значення
Внутрішньогрудний тиск вимірюють за допомогою датчика, який тримають над тілом таким чином, щоб актуатор зачепив м'які тканини, розташовані над яремною ямкою. Аркот Дж. Чандрасекар, доктор медичних наук з Університету Лойоли, Чикаго, є автором оціночного тесту для аорти з використанням яремної ямки. Тест може допомогти розпізнати такі стани:
- Аневризма
- Розшаровуюча аневризма
- Атеросклероз
- Гіпертонія

Для проведення цього тесту необхідно покласти вказівний або середній палець на яремну виїмку і пропальпувати її. Яскраво виражений пульс може свідчити про розкручену аорту, аневризму дуги або звивисту кровоносну судину.